# Font de l'eterna joventut
La font de l'eterna joventut és un indret mitològic que representa una font (a vegades un llac), les aigües de la qual atorguen joventut o immortalitat a qui en beu. Poden tenir un efecte permanent o que s'ha de renovar, segons les versions de la llegenda. Si bé el mite va sorgir a l'Antiga Grècia, es va popularitzar durant el Renaixement com a motiu literari i artístic (tal com es veu a El jardí de les delícies) i ha perdurat fins a l'època contemporània.
Heròdot la situa entre els etíops. El Roman d'Alexandre medieval, que ficcionalitza les gestes d'Alexandre el Gran, es fa ressò de la seva existència i, per la seva popularitat, va impulsar diverses exploracions per trobar la font, com per exemple la de Juan Ponce de León (fet apòcrif). Es lliga també a les aventures del preste Joan i amb el Paradís bíblic.
La font ha esdevingut una icona de la cultura popular que apareix en videojocs, llibres de fantasia i pel·lícules, com per exemple a la novel·la Les aventures del cavaller Kosmas de Joan Perucho o Pirates of the Caribbean: On Stranger Tides.